# Noctasota curiosa
Noctasota curiosa är en fjärilsart som beskrevs av Clench 1954. Noctasota curiosa ingår i släktet Noctasota och familjen nattflyn. Inga underarter finns listade i Catalogue of Life.